# والنتینا راپوسو
والنتینا راپوسو (اسپانیایی: Valentina Raposo‎؛ زادهٔ ۲۸ ژانویهٔ ۲۰۰۳) بازیکن هاکی روی چمن است.